# لالي (إيران)
لالي هي مدينة إيرانية تقع في القسم المركزي من مقاطعة لالي في محافظة خوزستان. حسب إحصاءات المركز الرسمي للإحصاءات الإيرانية في 2006 كان يسكن لالي 16,213 شخص.

## المناخ
يظهر الجدول التالي التغييرات المناخية على مدار السنة للالي:
| البيانات المناخية لـلالي          | البيانات المناخية لـلالي | البيانات المناخية لـلالي | البيانات المناخية لـلالي | البيانات المناخية لـلالي | البيانات المناخية لـلالي | البيانات المناخية لـلالي | البيانات المناخية لـلالي | البيانات المناخية لـلالي | البيانات المناخية لـلالي | البيانات المناخية لـلالي | البيانات المناخية لـلالي | البيانات المناخية لـلالي | البيانات المناخية لـلالي |
| الشهر                             | يناير                    | فبراير                   | مارس                     | أبريل                    | مايو                     | يونيو                    | يوليو                    | أغسطس                    | سبتمبر                   | أكتوبر                   | نوفمبر                   | ديسمبر                   | المعدل السنوي            |
| --------------------------------- | ------------------------ | ------------------------ | ------------------------ | ------------------------ | ------------------------ | ------------------------ | ------------------------ | ------------------------ | ------------------------ | ------------------------ | ------------------------ | ------------------------ | ------------------------ |
| متوسط درجة الحرارة الكبرى °م (°ف) | 16.7 (62.1)              | 18.1 (64.6)              | 23.3 (73.9)              | 29.9 (85.8)              | 36.8 (98.2)              | 42.7 (108.9)             | 45.5 (113.9)             | 44.6 (112.3)             | 42.3 (108.1)             | 35.8 (96.4)              | 26.4 (79.5)              | 19.3 (66.7)              | 31.8 (89.2)              |
| متوسط درجة الحرارة الصغرى °م (°ف) | 5.1 (41.2)               | 6.0 (42.8)               | 10.5 (50.9)              | 15.8 (60.4)              | 20.3 (68.5)              | 23.6 (74.5)              | 27.1 (80.8)              | 25.9 (78.6)              | 22.8 (73.0)              | 18.3 (64.9)              | 12.9 (55.2)              | 7.2 (45.0)               | 16.3 (61.3)              |
| الهطول مم (إنش)                   | 95 (3.7)                 | 72 (2.8)                 | 62 (2.4)                 | 46 (1.8)                 | 12 (0.5)                 | 0 (0)                    | 0 (0)                    | 0 (0)                    | 0 (0)                    | 3 (0.1)                  | 52 (2.0)                 | 82 (3.2)                 | 424 (16.7)               |
| المصدر: Climate-data.org          |                          |                          |                          |                          |                          |                          |                          |                          |                          |                          |                          |                          |                          |